# Ministerio de Guerra (Brasil)

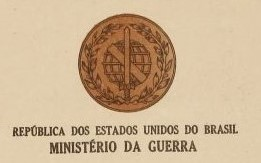
Emblema del Ministerio de Guerra en 1956.

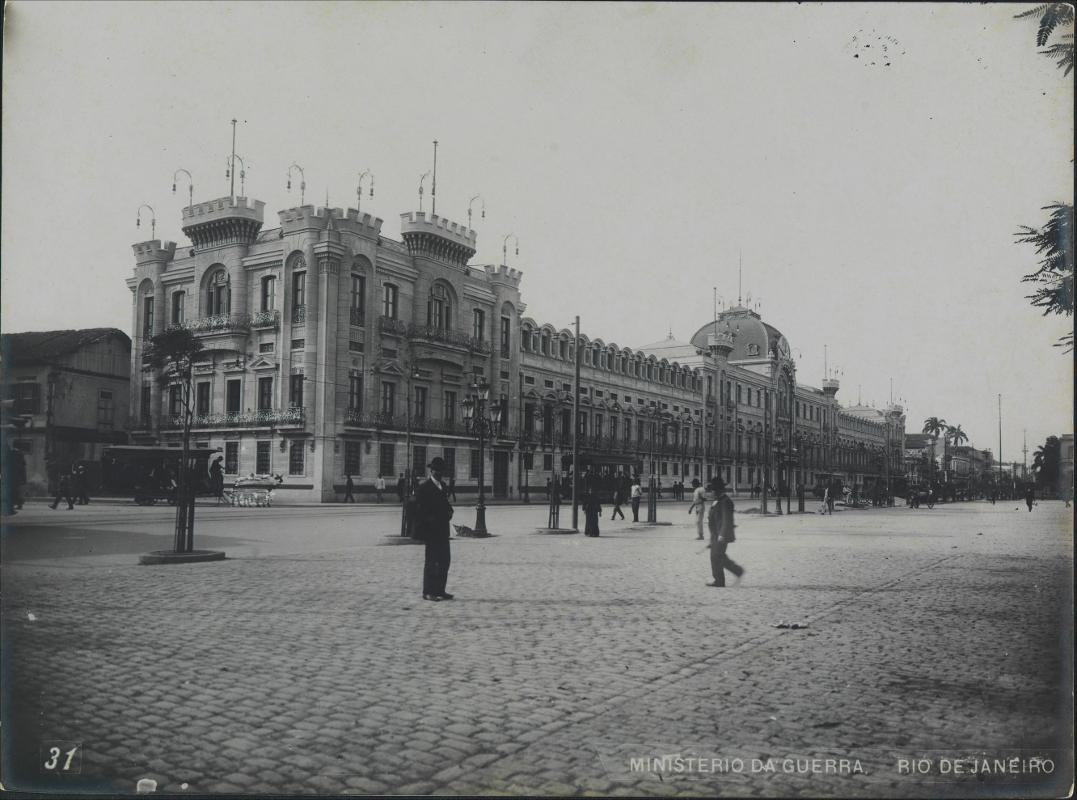
Sede del Ministerio de Guerra, Río de Janeiro, c. 1914.

El Ministerio de Guerra era la cartera del Gobierno Federal de Brasil que administraba los asuntos militares terrestres, especialmente el Ejército Brasileño. Tiene su origen en la Secretaría de Estado de Relaciones Exteriores y Guerra, creada en Portugal en 1736 e implementada en Río de Janeiro en 1808, con el traslado de la corte portuguesa a Brasil. Esta cartera fue dividida en dos en 1822, denominándose la parte militar Secretaría de Estado para Asuntos de Guerra en el Gabinete del Imperio del Brasil. Durante el periodo republicano, su nombre fue cambiando a Ministerio de Guerra, en 1891, y Ministerio del Ejército, en 1967, hasta su fin al crearse el Ministerio de Defensa en 1999. El Ministerio del Ejército pasó a ser el actual Comando del Ejército, parte de la estructura del Ministerio de Defensa.
Más que una reorganización administrativa, la creación del departamento en 1822 significó la unificación del mando de las fuerzas terrestres, antes disperso entre los virreyes y capitanes generales de las capitanías. En la República, Pandiá Calógeras fue el único civil que ocupó el cargo, de 1919 a 1922. Desde la creación del Estado Mayor del Ejército (EME) en 1899, no estaba claro quién, si su jefe o el ministro de Guerra, estaría al mando del Ejército. En teoría, el ministro de Guerra nombraba al jefe de la EME, pero en la práctica el Presidente de la República nombraba a ambos. El jefe de la EME era un puesto más técnico y el Ministerio de Guerra era un puesto político. Los Ministros de Guerra se consideraban comandantes del Ejército y buscaban centralizar las decisiones. En 1938, el Estado Novo confirmó el mando práctico del Ministerio de Guerra, convirtiendo su Gabinete en el cuerpo principal del Ejército. La EME quedó relegada a un organismo auxiliar. En esta época, el presidente Getúlio Vargas también sometió las Fuerzas Públicas, los antiguos «pequeños ejércitos estatales», al Ejército, colocándolas bajo el control del Ministerio de Guerra.
El cuartel general del Ejército, y por ende el Ministerio de Guerra, estuvo ubicado en la Praça da República, Río de Janeiro, desde 1861. El Palacio original, en el Campo de Santana, escenario de la Proclamación de la República, fue renovado en 1906-1910. La sede del Ministerio fue trasladada al nuevo Palacio Duque de Caxias, en el mismo lugar, en 1941, y a la nueva capital Brasilia en 1971.
El Ministerio del Ejército se organizó en 1967, al inicio de las reorganizaciones militares de la dictadura, con órganos consultivos (destacando el Centro de Inteligencia del Ejército, CIEx), dirección general (destacando el Alto Mando del Ejército y la EME) y dirección sectorial y del Territorio. Fuerza, en la que se ubicaban los mandos de las tropas. Las direcciones y departamentos eran simplemente burocráticos. La creación del CIEx vació el poder político que aún permanecía en la EME.